# Conothele sidiechongensis
Conothele sidiechongensis es una especie de araña migalomorfa del género Conothele, familia Halonoproctidae. Fue descrita científicamente por X. Xu, C. Xu & Liu en 2017.
Habita en China y Laos. El holotipo hembra mide 25,50 mm.